# Petra Smaržová
Petra Smaržová est une skieuse alpine handisport slovaque, née le 4 juin 1990 à Valašské Meziříčí.

## Palmarès

### Jeux paralympiques
| Épreuve / Édition | Turin 2006 | Vancouver 2010 | Sotchi 2014 | Pyeongchang 2018 | Pékin 2022 |
| ----------------- | ---------- | -------------- | ----------- | ---------------- | ---------- |
| Descente          | —          | 7e             | —           | —                | —          |
| Super-G           | 11e        | 6e             | DNF         | DNF              | 11e        |
| Slalom géant      | 12e        | Bronze         | 5e          | 5e               | DNF        |
| Slalom            | 7e         | DNF            | Bronze      | 5e               |            |
| Super combiné     | —          | 6e             | 6e          | 6e               | 7e         |